# Incontri internazionali di rugby a 15 di metà anno 1987
A metà anno è tradizione che le selezioni di "rugby a 15", europee in particolare, ma non solo, si rechino fuori dall'Europa o nell'emisfero sud per alcuni test. Si disputano però anche molti incontri tra nazionali dello stesso emisfero Sud.
Nel 1987, l'attività è assai ridotta poiché nel mese di maggio-giugno è prevista la primA edizione della Coppa del mondo.
- Bay Of Plenty alle Isole Figi:

| Lautoka 14 marzo 1987 | Western XV | 7 – 19 | Bay of Plenty |  |

| Suva 18 marzo 1987 | Eastern XV | 13 – 7 | Bay of Plenty |  |

| Suva 21 marzo 1987 | Figi XV | 27 – 18 | Bay of Plenty |  |

- Portogallo nello Zimbabwe:

| Harare 4 aprile 1987 | Zimbabwe | 35 – 9 | Portogallo |  |

| Harare 11 aprile 1987 | Zimbabwe | 50 – 9 | Portogallo |  |

- Figi in Australia e Nuova Zelanda: quattro sconfitte, alcune pesanti in questo tour senza test-match e preparatorio ai mondiali.

- Spagna in Scozia:

| Kelso 16 aprile 1987 | Scottish Presidents XV | – | Spagna XV |  |

| Edimburgo 19 aprile 1987 | Scozia XV | 25 – 7 | Spagna | Murrayfield |

- Unione Sovietica nello Zimbabwe:

| Bulawayo 21 giugno 1987 | Zimbabwe | 12 – 16 | Unione Sovietica |  |

| Harare 28 giugno 1987 | Zimbabwe | 18 – 9 | Unione Sovietica |  |

## Altri Test
| Peeble Beach 3 maggio 1987 | Stati Uniti | 47 – 13 | Tunisia |  |

| Suva 9 maggio 1987 | Figi XV | 23 – 16 | Wellington |  |

| Vancouver 10 maggio 1987 | Canada | 33 – 9 | Stati Uniti |  |

| Montevideo 15 maggio 1987 | Uruguay | 3 – 38 | Argentina |  |

| Brisbane 17 maggio 1987 | Australia | 65 – 18 | Corea del Sud | (Ballymore Stadium) |